# Sankt Lukas kyrka, Skövde
Sankt Lukas kyrka är en kyrkobyggnad som tillhör Skövde församling i Skara stift. Den ligger i centralortens västra del i anslutning till Billingehus i Skövde kommun.

## Kyrkobyggnaden
Kyrkan är murad med vitt fasadtegel. Den uppfördes 1970 efter ritningar av Skövdes stadsarkitekt Hans-Erland Heineman och ingår i Billingehus hotell- och konferensanläggning. Snäckan är förebild till kyrkans spiralvridna form och dess ytterända i väster fungerar som klocktorn. Det runda kyrkorummet har kor i öster, ett vapenhus i väster samt sakristia i söder. I kyrkorummets kor finns ett brett och rumshögt fönster med milsvid utsikt. Innertaket är en bild av norra stjärnhimlen och ovanför dopfunten finns Karlavagnen.

## Inventarier
- Orgeln med fyra stämmor är byggd av Starup och son och är samtida med kyrkan. 1991 byggdes orgeln om och försågs med svällare.
- Dopfunten från 1970 är gjord av furu och har fyra korsställda plankor.
- En bonad utförd av Gerd Allert hänger på väggen ovanför dopfunten. Bonadens motiv är duvor som flyger spiralformigt in mot ljuset i centrum och symboliserar hur Anden leder till tro.
- Predikstolen är utformad som en ambo.
- Kyrkklockan är tillverkad 1828 av Eric Lundqvist, Jönköping. Ursprungligen var den en vällingklocka på en gård.